# Joel (The Last of Us)
Joel Miller é um personagem fictício da franquia de jogos eletrônicos The Last of Us, da Naughty Dog. No primeiro jogo, Joel é encarregado de acompanhar a jovem Ellie em um Estados Unidos pós-apocalíptico, na tentativa de criar uma cura potencial para uma infecção à qual Ellie é imune. Ele é o principal personagem jogável do primeiro jogo e aparece brevemente no conteúdo para download The Last of Us: Left Behind. Em The Last of Us Part II, Joel lida com os acontecimentos do primeiro jogo e tem função primordial na trama.
Joel é interpretado pelo ator Troy Baker através de sua voz e captura de movimentos; ele é dublado em português do Brasil por Luiz Carlos Persy, e em português europeu por Marcantonio Del Carlo, enquanto na série de televisão, Joel é interpretado pelo ator chileno Pedro Pascal. Joel foi criado por Neil Druckmann, o diretor de criação e escritor de The Last of Us. A escolha de elenco para o personagem foi extensa, pois seu relacionamento com Ellie era imperativo para o jogo; foi o foco central do desenvolvimento do primeiro título, com todos os outros elementos desenvolvidos ao seu redor. Baker inspirou aspectos da personalidade de Joel, tornando o personagem mais emocional do que o inicialmente apresentado. Druckmann queria que os jogadores, principalmente os pais, se relacionassem com Joel através de sua ligação com Ellie. Ele considerou o personagem moralmente complexo. Em Part II, Druckmann sentiu que o arco de Joel estava completo após o primeiro jogo, e sua morte foi uma parte essencial no desenvolvimento do jogo.
O personagem foi bem recebido pelos críticos, com o relacionamento entre Joel e Ellie sendo mais frequentemente objeto de elogios. A simpatia e complexidade do personagem também foram elogiadas. O desempenho de Baker em ambos os jogos foi muito elogiado e recebeu inúmeros prêmios e indicações.

## Conceito e criação
A equipe de desenvolvimento passou mais tempo escolhendo um ator para Joel do que uma atriz para Ellie, pois a química entre os dois personagens era imperativa para o jogo. Depois que o ator Troy Baker atuou junto com a atriz de Ellie, Ashley Johnson, a equipe percebeu que o primeiro se encaixava perfeitamente no papel de Joel, apesar da idade mais jovem do ator. O diretor de criação e escritor Neil Druckmann, atribuiu a voz e a captura de movimentos de Baker à escolha da equipe de escalá-lo. Baker contribuiu muito para o desenvolvimento do personagem; por exemplo, ele convenceu Druckmann de que Joel cuidaria de Tess devido à sua solidão. Ao projetar a aparência física de Joel, a equipe tentou fazê-lo parecer "flexível o suficiente" para permitir que ele aparecesse tanto como "um operador implacável no subsolo de uma cidade em quarentena" quanto como uma "figura paterna para Ellie". Sua aparência teve como objetivo evocar um "rústico Americano", referenciando valores de autoconfiança e engenhosidade ao enfrentar dificuldades e privações. A equipe variou sua aparência para determinar sua idade no jogo.
Ao escrever Joel, Druckmann inicialmente se inspirou no retrato de Josh Brolin como Llewelyn Moss no filme No Country for Old Men (2007), que ele viu como "muito calmo" e "muito frio sob pressão". No entanto, a interpretação de Baker como Joel como uma pessoa mais emocional evoluiu o personagem de uma maneira diferente. Por fim, a narrativa tornou-se uma exploração de como um pai está disposto a salvar um filho; inicialmente, Joel está disposto a se sacrificar, antes de evoluir para onde está disposto a sacrificar seus amigos, até finalmente sentir que ele sacrificaria toda a humanidade para salvar Ellie.
Druckmann achava que os jogadores, especificamente os pais, poderiam se relacionar com o personagem Joel e sua ligação com Ellie. Baker acreditou que Joel descobre a moralidade ao longo da narrativa do jogo, calculando a diferença entre perda e sacrifício, e sua verdadeira personalidade começa a aparecer. Druckmann ficou intrigado com jogadores que discutiram a moralidade de Joel, distinguindo-o como um herói ou vilão; Druckmann sentiu que Joel era apenas "uma pessoa complexa que tomou boas e más decisões", mas permitiu que fosse aberta à interpretação. Ao fazer um teste para o papel, Baker leu uma frase na ficha de personagem que afirmava que Joel tinha "poucas linhas morais a serem cruzadas", que se tornaram o "ponto de ancoragem" para o personagem. Baker encontrou grande dificuldade em gravar o prólogo do jogo, que mostra cenas com Joel e sua filha Sarah, interpretada por Hana Hayes. Após a exibição posterior do primeiro dia de filmagens da cena, Druckmann sentiu que ainda poderia ser melhorado. Ao filmar a cena novamente, Druckmann explicou a Baker como realizá-la e achou que era a melhor tomada. Embora Baker tenha achado a abordagem muito "mecânica", ele percebeu retroativamente que estava tentando impressionar o público por sua atuação, e que "não era o que a cena precisava".
Druckmann sentiu que o arco de Joel estava completo após o primeiro jogo. A morte de Joel foi uma parte central da estrutura narrativa de The Last of Us Part II desde o início de seu desenvolvimento; Druckmann considerou que o personagem foi um dos mais difíceis de escrever, ensaiar e filmar. Embora inicialmente tenha causado alguma discordância interna, a equipe sentiu-se compelida enquanto mais narrativa era construída. Uma versão inicial da cena da morte de Joel fez com que ele pronunciasse "Sarah", o nome de sua filha, até que Baker sugeriu que ele ficasse em silêncio. Enquanto a morte de Sarah no primeiro jogo pretendia evocar tristeza, a morte de Joel visa provocar ódio. Ellie estava originalmente ausente durante a cena, e deveria ser informada pelo irmão de Joel, Tommy, mas Druckmann sentiu que testemunhar a morte pela perspectiva de Ellie enfatizava o ódio do jogador. Ele queria que fosse retratada como "brutal, sem cerimônia e humilhante" em vez de uma morte heróica; originalmente a morte era mais horripilante, mas mais tarde foi amenizada, pois o sangue não era crucial para a cena. Ele previu que isso poderia levar a reações negativas, mas achou necessário contar a história; ele achava particularmente que a notabilidade da Naughty Dog na indústria dava a oportunidade de correr riscos que outras desenvolvedoras não podiam.

## Atributos
No prólogo de The Last of Us, Joel, como pai solteiro, é retratado como sensível e emocionalmente envolvido com sua filha Sarah. Após a morte dela e os 20 anos que se seguiram, nos quais Joel testemunhou eventos mais terríveis, ele mudou significativamente, usando a violência para resolver problemas e mostrando relutância quando solicitado a escoltar Ellie. Joel é frequentemente descrito como um anti-herói. Ele é um sobrevivente endurecido cuja obsessão pela sobrevivência é alimentada por sua dessensibilização devido à morte de sua filha. Os anos de sobrevivência de Joel o levaram a se tornar engenhoso, prático e emocionalmente impenetrável, embora ele ainda esteja traumatizado e vulnerável. Ele evita se apegar aos outros, pois temeria perdê-los. Cada um de seus movimentos mostra sua idade e experiência, carregando o peso das vidas perdidas. À medida que o jogo avança, Joel se torna mais sensível a Ellie e fala com ela de uma maneira anteriormente reservada apenas para sua filha. O ato de Joel de salvar Ellie na conclusão do primeiro jogo mostra que ele se tornou muito sentimental e apegado a Ellie para "fazer a 'coisa certa'", um tropeço frequentemente demonstrado em protagonistas do sexo masculino. Seu ato é visto por alguns como uma redenção, e por outros como um egoísmo.

## Aparições

Aparência de Joel em The Last of Us (2013).

Originalmente do Texas, Joel foi pai solteiro entre os seus 25 e 30 anos quando ocorreu o surto inicial do Cordyceps. Fugindo com o seu irmão Tommy e com sua filha de doze anos, Sarah, eles se envolveram em um tiroteio com um soldado, e Sarah foi mortalmente ferida e morreu em seus braços, deixando-o traumatizado. Nos 20 anos seguintes, Joel fez o que tinha que fazer para sobreviver. No tempo passado em um mundo pós-apocalíptico brutal, ainda amargurado com a morte de sua filha, Joel se tornou um sobrevivente endurecido, física e mentalmente. Ele tem um estilo de luta brutal e é capaz de enfrentar e derrotar homens muito mais jovens em combate corpo a corpo.
Vinte anos após a morte de Sarah, Joel trabalha como contrabandista na zona de quarentena de Boston com sua amiga e parceira Tess. Enquanto procuram um ex-cúmplice que roubou parte de suas mercadorias, Joel e Tess recebem a tarefa de Marlene, uma conhecida e líder de uma milícia rebelde chamada Vaga-Lumes, para contrabandearem Ellie a um ponto de encontro. Joel descobre que Ellie é imune à infecção. Após a chegada deles, Tess revela que sofreu uma mordida na jornada e insiste que Joel encontre Tommy, um ex-Vaga-Lume, para continuar a missão. Joel é inicialmente curto e grosso com Ellie, embora ele comece a se interessar por ela enquanto a jornada continua. Isso é agravado quando Joel, tendo inicialmente pedido a Tommy para continuar em seu lugar depois de se encontrar com ele em seu assentamento, muda de ideia e continua conforme o planejado. Seu vínculo se aprofunda quando Ellie quase perde Joel com um ferimento grave, e quando ele vem em seu auxílio depois que ela é quase morta por um grupo de canibais. Por fim, Joel mostra sua devoção a Ellie quando ele escolhe resgatá-la dos médicos que planejam remover e examinar seu cérebro, em vez de permitir que ela morra. Para garantir que eles não sejam perseguidos, Joel mata Marlene. Afastando-se do hospital, Ellie acorda e Joel diz a ela que os médicos desistiram de descobrir uma cura. Ellie depois o confronta sobre os eventos, e Joel jura que ele estava dizendo a verdade.
Joel e Ellie constroem uma vida em Jackson com Tommy. No prólogo de The Last of Us Part II, Joel confessa sua culpa a Tommy. Flashbacks no jogo revelam Joel levando Ellie em um passeio a um museu em seu aniversário e, finalmente, admitindo a verdade para ela quando Ellie investiga o hospital. Quatro anos após o primeiro jogo, Ellie promete tentar perdoar Joel por impedir a ação dos Vaga-Lumes. Enquanto estavam em patrulha no dia seguinte, Joel e Tommy salvam Abby, uma estranha, de uma orda de infectados, retornando a um posto avançado comandado pelo grupo de Abby. Joel e Tommy são atacados pelo grupo de Abby, composto por ex-Vaga-Lumes que agora fazem parte da WLF, um grupo de milicianos sediado em Seattle. Ellie os encontra, mas é agredida e assiste, impotentemente, Abby batendo em Joel até a morte com um taco de golfe.

## Recepção

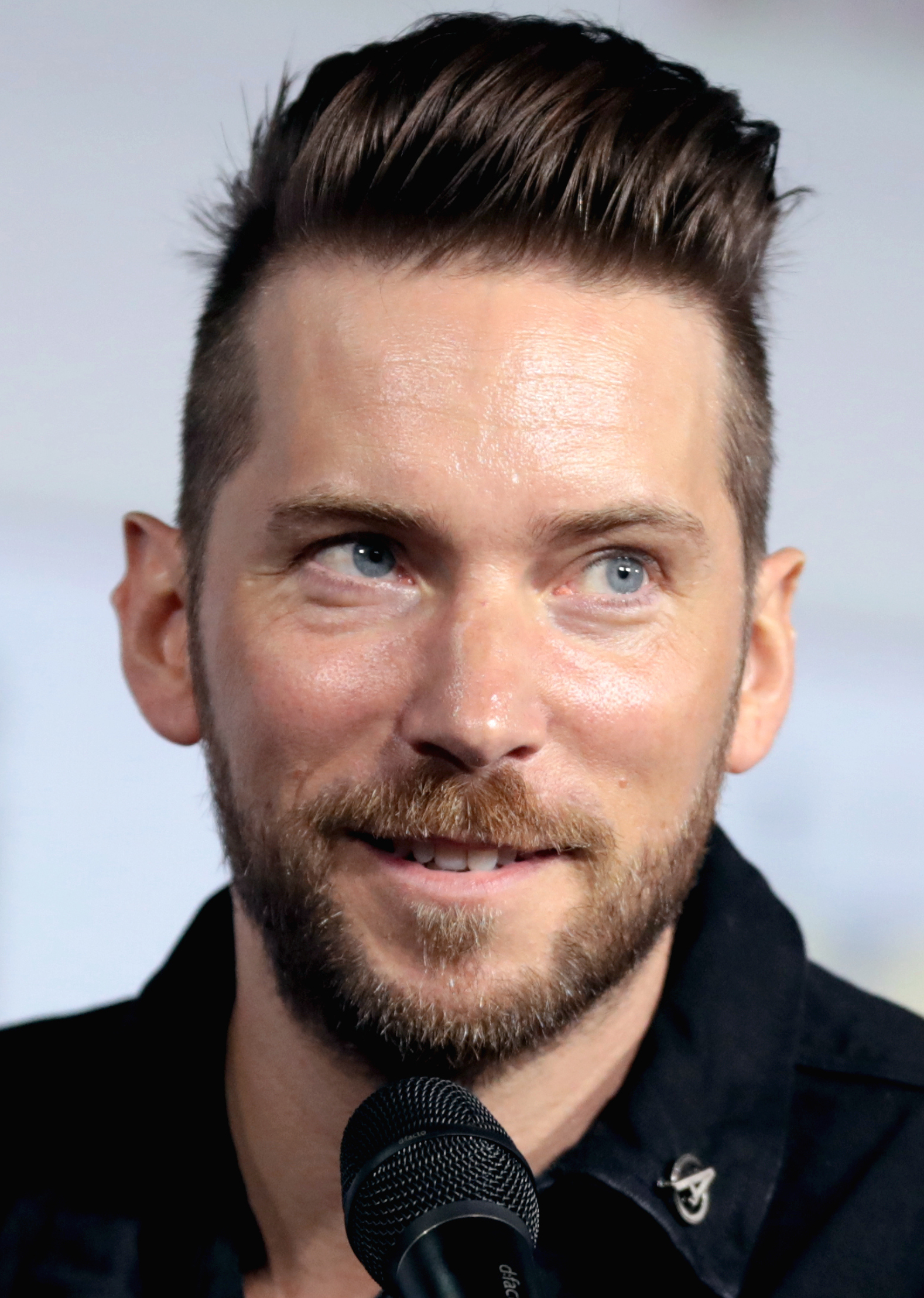
A performance de Troy Baker como Joel recebeu muitos elogios e prêmios.

O personagem Joel recebeu uma resposta geralmente positiva. Colin Moriarty, da IGN, comentou que se importou com o personagem e o considerou agradável. Andy Kelly, da Computer and Video Games, escreveu que Joel "tem um calor agradável em seu sotaque texano lacônico". Jim Sterling, da Destructoid, achou Joel um personagem simpático, embora impaciente e áspero. Oli Welsh, da Eurogamer, sentiu que, no final do jogo, Joel e Ellie "amadureceram de clichês em personagens arredondados". Por outro lado, Tom Mc Shea, da GameSpot, achou Joel duvidoso e pouco confiável.
Os críticos elogiaram o relacionamento entre Joel e Ellie. Matt Helgeson, da Game Informer, escreveu que o relacionamento era "comovente" e "bem elaborado", Richard Mitchell, da Joystiq, considerou-o "genuíno" e "emocionante", e Colin Moriarty, da IGN, o identificou como o maior destaque do jogo. Oli Welsh, da Eurogamer, sentiu que os personagens foram desenvolvidos com "verdadeira paciência e habilidade". Philip Kollar, da Polygon, observou que o relacionamento foi demonstrado pelas conversas opcionais do jogo. Wallace, da Game Informer, nomeou Joel e Ellie como uma das "melhores duplas dos jogos eletrônicos de 2013". Kyle Hilliard, da Game Informer, comparou o relacionamento de Joel e Ellie com o de Prince e Elika em Prince of Persia (2008), escrevendo que as duas duplas se importam profundamente um com o outro e elogiando o "crescimento emocional" em The Last of Us, que ele julgou não ter sido alcançado em Prince of Persia. David Meikleham, da PlayStation Official Magazine, nomeou Joel e Ellie como os melhores personagens de um jogo para PlayStation 3.
A performance de Baker foi bastante elogiada. A Edge escreveu que, ao lado de Johnson, Baker "respira pungências nas notas encantadoras do roteiro". Anthony Severino, da PlayStation LifeStyle, sentiu que a atuação de Baker o fazia se importar com o personagem, enquanto Giancarlo Valdes, da VentureBeat, elogiou o ator por adicionar "nuances e complexidade" a Joel. Por seu papel em The Last of Us, Baker venceu o prêmio de "Melhor Interpretação Masculina" na Spike VGX 2013, e foi indicado como "Melhor Intérprete" pela The Daily Telegraph, "Excelência em Performance de Personagem" no D.I.C.E. Awards 2014 e "Melhor Performance" na British Academy Video Games Awards de 2014. O desempenho de Baker em The Last of Us Part II foi igualmente elogiado. Alex Avard, da GamesRadar+, comentou que Baker "rouba algumas das melhores cenas do jogo como Joel", acrescentando complexidades que enriquecem o personagem e o relacionamento dele com Ellie. Evan Lewis, da Entertainment Weekly, escreveu que Baker "merece todos os elogios possíveis por seu desempenho de cortar o coração". Jonathon Dornbush, da IGN, elogiou a atuação de Baker em representar um Joel mais cansado.